# NGC 1187

NGC 1187

NGC 1187 هي مجرة، تتبع كوكبة النهر. اكتشفها ويليام هيرشل في 9 ديسمبر 1784.

## روابط خارجية
- NGC 1187 على موقع ويكي سكاي: DSS2, SDSS, GALEX, IRAS, Hydrogen α, X-Ray, Astrophoto, Sky Map, Articles and images